# Chinavia
Chinavia es un género de chinches de la familia Pentatomidae Algunos usan el sinónimo Acrosternum, aunque ahora Chinavia es el nombre aceptado para la mayoría de las especies, mientras  Acrosternum solo incluye un grupo chico de especies del Viejo Mundo. Hay más de 80 especies descritas. Son de color verde. Miden de 12 a 19 mm. Están distribuidos por la mayor parte del planeta.

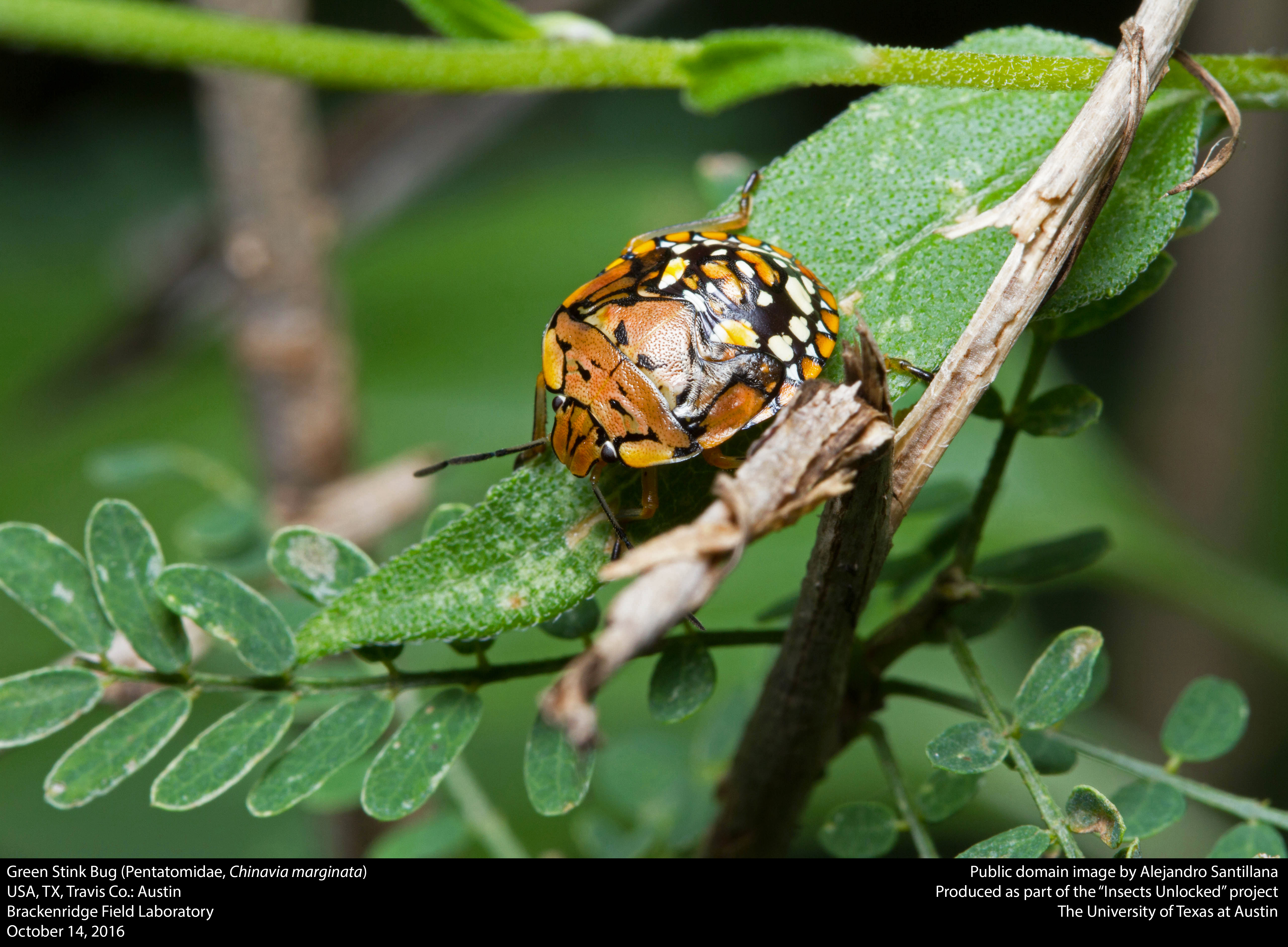
Chinavia marginata, ninfa

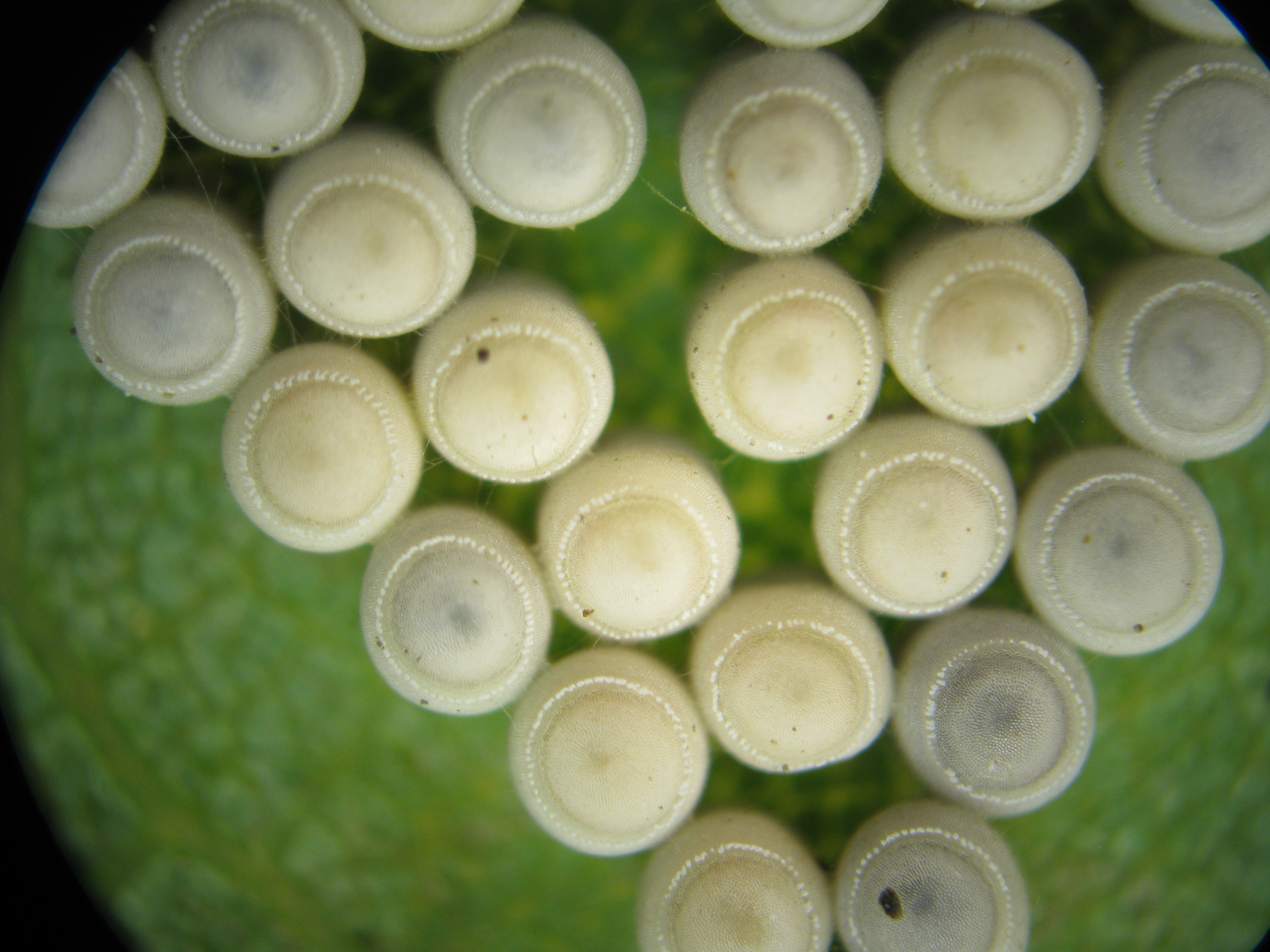
Huevos de Chinavia hilaris

## Especies
- Chinavia armigera Stal, 1859
- Chinavia aseada Rolston, 1983
- Chinavia brasicola Rolston, 1983
- Chinavia bufo Distant, 1893
- Chinavia cearensis
- Chinavia difficilis
- Chinavia erythrocnemis
- Chinavia geniculata
- Chinavia gravis Walker, 1867
- Chinavia hilaris (green stink bug)
- Chinavia immaculata
- Chinavia impicticornis Stal, 1872
- Chinavia marginata
- Chinavia musiva Berg, 1878
- Chinavia napaea
- Chinavia nigritarsis Stal, 1872
- Chinavia nigropicta Breddin, 1906
- Chinavia obstinata
- Chinavia panamensis
- Chinavia pengue Rolston, 1983
- Chinavia pensylvanica
- Chinavia perezi Faúndez, Carvajal & Rider, 2013
- Chinavia pontagrossensis
- Chinavia rideri
- Chinavia rogenhoferi
- Chinavia runapsis (Dallas, 1851)
- Chinavia runaspis Dallas, 1851
- Chinavia schuhi Schwertner & Grazia, 2006
- Chinavia scutellata
- Chinavia sebastiaoi
- Chinavia tuiucauna
- Chinavia ubica Rolston, 1983
- Chinavia vanduzeei Schwertner & Grazia, 2006